# Frida Svensson
Frida Linnéa Johanna Svensson (Falkenberg, 18 de agosto de 1981) es una deportista sueca que compitió en remo.
Ganó dos medallas en el Campeonato Mundial de Remo, en los años 2006 y 2010, y dos medallas de bronce en el Campeonato Europeo de Remo, en los años 2007 y 2010.
Participó en tres Juegos Olímpicos de Verano, ocupando el octavo lugar en Atenas 2004, el séptimo en Pekín 2008 y el décimo en Londres 2012, en la prueba de scull individual.

## Palmarés internacional
| Campeonato Mundial | Campeonato Mundial          | Campeonato Mundial | Campeonato Mundial |
| Año                | Lugar                       | Medalla            | Prueba             |
| ------------------ | --------------------------- | ------------------ | ------------------ |
| 2006               | Eton (Reino Unido)          | Medalla de bronce  | Scull individual   |
| 2010               | Cambridge (Nueva Zelanda)   | Medalla de oro     | Scull individual   |
| Campeonato Europeo |                             |                    |                    |
| Año                | Lugar                       | Medalla            | Prueba             |
| 2007               | Poznań (Polonia)            | Medalla de bronce  | Scull individual   |
| 2010               | Montemor-o-Velho (Portugal) | Medalla de bronce  | Scull individual   |